# Omoi no Kakera
Omoi no Kakera (想いのかけら?) es un especial para televisión dirigido por Shōji Saeki y Yoshinori Asao con el objetivo de concienciar y apoyar los esfuerzos por reconstruir la región de Tōhoku tras el terremoto y tsunami de Japón de 2011. Fue estrenado en formato de película para televisión el 24 de marzo de 2016 por la cadena NHK.

## Argumento
Hina Satō es una niña de 13 años que vive en una aldea pesquera en la región de Tōhoku. Su madre fallece en el terremoto y tsunami de 2011 y sólo le queda su padre. Así, Hina vive su vida entre los recuerdos de su madre y con el objetivo de cumplir sus sueños en el futuro.

## Personajes
- Hina Satō

 Seiyū: Kiyono Yasuno
- Padre de Hina

 Seiyū: Mitsuaki Hoshino
- Michiru

 Seiyū: Rico Sasaki
- Entrenadora

 Seiyū: Kumiko Nakane
- Chisaki

 Seiyū: Haruka Itou
- Kyouko

 Seiyū: Runa Onodera
- Rena

 Seiyū: Sanae Fuku
- Madre de Hina

 Seiyū: Miho Arakawa
- Padre de Michiru

 Seiyū: Masaaki Yano

## Equipo de producción
- Directores: Shōji Saeki y Yoshinori Asao.
- Guion: Shōji Saeki.
- Música: Taiiku Okazaki.
- Diseño de personajes: Manami Umeshita.
- Directora de arte: Yuka Hirama.
- Directora de animación: Manami Umeshita.
- Director de sonido: Kisuke Koizumi.
- Director de fotografía: Takeshi Kuchiba.
- Diseño de color: Haruko Nobori.
- Edición: Takao Satoh.
- Efectos: Yuusuke Inada.

## Banda sonora
- Omoi no Kakera (想いのかけら) por Rico Sasaki.